# Kreuz Bliesheim

Karta över Kreuz Bliesheim

Kreuz Bliesheim (egentligen Autobahnkreuz Bliesheim) är en motorvägskorsning sydväst om Köln. Den ligger i förbundslandet Nordrhein-Westfalen, Tyskland. I korsningen möts motorvägarna A1, A61 och A553. Korsningen byggdes år 1972.